# 里桑
里桑是位于門的內哥羅西南部科托尔湾畔的一个镇，也是环湾地区最早的人类定居点，人口约2000人（2003年）。早在公元前4世纪，就有人提到里桑這個地名。當時里桑是伊利里亚的一個堡垒，特图塔女王在伊利里亚战争期间在此避难。當時里桑的希腊化程度非常高。